# یواس‌اس مینک (آی‌ایکس-۱۲۳)
یواس‌اس مینک (آی‌ایکس-۱۲۳) (به انگلیسی: USS Mink (IX-123)) یک کشتی بود که طول آن ۴۴۱ فوت ۶ اینچ (۱۳۴٫۵۷ متر) بود. این کشتی در سال ۱۹۴۳ ساخته شد.